# 대교어린이TV 코러스코리아
대교어린이TV 코러스코리아는 2012년에 시작되어 진행되고 있는 대한민국 어린이 합창경연 프로그램이다. 대교문화재단이 주최하고 교육부가 후원한다. 먼저 3~4월에 예선을 거쳐 6~8월 사이에 본선을 거친뒤, 총 7팀의 결선팀을 거쳐, 9~11월에 최종결선을 치른다.

## 역사
2012년에 시작하요 초등학교 합창단은 물론, 소년소녀합창단 및 어린이 합창단 등 모든 합창단이 누구나 참가가 가능한 대회로 출발하여, 처음회에는 단순한 공연 방식에 경연 대회로 이루어져 있다. 2013년부터는, 한층 더 화려해진 쇼콰이어 페스티벌로 발전하였으며, 올해 2014년부터는 더 넓은 야외무대에서 진행하였고 또 세련된 무대로 발전을 이루게 되었다.
어린이들의 합창음악을 통해 동심을 일깨워주고, 나아가 어린이들의 정서에 함양은 물론 장학금 부상으로 음악계 진출에 이바지를 하게 되었다.

## 역대 코러스코리아 수상팀

### 2012 코러스코리아
- 녹화 : 2012년 10월 26일 (금) 오후 5시 / 방송 : 2012년 11월 3일(토)-4일(일) 오후 2시, 9시 (장소 : 건국대학교 새천년홀)[1]

대상 : 안양중앙초등학교 합창단
금상 : 한국어린이요들합창단
은상 : 상일엔젤스합창단(서울 상일초등학교) / 부평구립소년소녀합창단
동상 : 다문화어린이합창단 아름드리 / 부천 부안 유스콰이어(부천 부안초등학교) / 울산 청량초등학교 합창단
특별상 : 부천 부안 유스콰이어(부천 부안초등학교)

### 2013 코러스코리아
- 녹화 : 2013년 11월 8일 (금) 오후 5시 / 방송 : 2013년 11월 23일(토)-24일(일) 오전 9시, 오후 2시 (장소 : 건국대학교 새천년홀)[2]

대상 : 거제시소년소녀합창단
금상 : 부산영도청소년합창단
은상: 구미오태초등학교 합창마니아 / 인천서구립소년소녀합창단
동상: 군산서해초등학교 그린나래합창단 / 시흥시소년소녀합창단 / 서울 청계초등학교 합창단
특별상: 구미 오태초등학교 합창마니아

### 2014 코러스코리아
- 녹화: 2014년 9월 26일 (금) 오후 6시 / 방송: 2014년 10월 15일 (수) 오후 10시, 18일 (토) 오후 9시 (장소: 예술의전당 신세계스퀘어 야외무대)[3]

대상: 금오화음합창단 (구미 금오초등학교)
금상: 부산 남문초등학교 합창단
코러스상: 서울 마포구립소년소녀합창단 / 해원합창단(부산 해원초등학교) / 경기 광주 태전초등학교 꿈의날개합창단 / 영월군어린이합창단 / 대구 맑은소리소년소녀합창단

## 같이 보기
- 대교어린이TV
- 대교어린이TV 음악콩쿠르